# Guilherme Sityá
Guilherme Sityá (* 1. April 1990 in Porto Alegre; voller Name Guilherme Haubert Sityá) ist ein brasilianischer Fußballspieler. Der linke Verteidiger steht bei Konyaspor unter Vertrag.

## Karriere
Sityá begann seine Karriere beim Porto Alegre FC und wechselte 2011 zum brasilianischen Drittligisten SER Caxias do Sul. 2012 ging er zum rumänischen Verein CS Concordia Chiajna, der in der Liga 1 spielt. Nach nur einem Jahr wurde er vom Ligakonkurrenten Petrolul Ploiești verpflichtet. Mit dem Verein gewann er am Ende der Spielzeit 2012/13 den rumänischen Pokal. In der Saison 2014/15 wurde Sityá für ein Jahr an den deutschen Zweitligisten SpVgg Greuther Fürth verliehen. Am 26. September 2014 gab er bei der 2:0-Niederlage gegen den TSV 1860 München sein Debüt. Nachdem sich Sityá in Fürth nicht hatte durchsetzen können, kehrte er nach nur vier Einsätzen bereits im Februar 2015 zu Petrolul Ploiești zurück und wechselte anschließend zu Steaua Bukarest. Dort wurde er auf Anhieb Stammspieler und sicherte sich mit der Mannschaft am Saisonende das Double aus Pokal und Meisterschaft.
Ende August 2016 schloss sich Sityá dem polnischen Erstligisten Bruk-Bet Termalica Nieciecza an. Zur Saison 2017/18 wechselte er zum Ligakonkurrenten Jagiellonia Białystok, bei dem er Anfang Juni 2017 einen Dreijahresvertrag unterschrieb. Im Januar 2020 wurde Sityá vom türkischen Erstligisten Konyaspor verpflichtet.

## Erfolge
- Petrolul Ploiești
  - Rumänischer Pokalsieger: 2013

- Steaua Bukarest
  - Rumänischer Meister: 2015
  - Rumänischer Pokalsieger: 2015